# Johan Wissman
Johan Wissman (født 2. november 1982 i Helsingborg i Sverige) er en atlet hvis speciale er 200 meter og 400 meter.
Han blev til Indendørs-VM i 2004 nr. 2 på 200 meteren. I 2006 til EM i altetik vandt han sølv på 200 meteren i tiden 20.38 sek, hvilket også var en ny svensk rekord.

## Personlige rekorder
- 100 m – 10.44 sek
- 200 m – 20,30 sek (Svensk rekord)
- 400 m – 44.56 sek (Svensk rekord)